# Chasmaporthetes
Chasmaporthetes je vyhynulý rod hyeny pocházejí z Eurasie, Severní Ameriky a Afriky z plio-pleistocenního období před asi 5,3 až 0,78 miliony lety. Rod pravděpodobně vzniknul z miocenních eurasijských hyen, jako byly rody Thalassictis nebo Lycyaena. Nejstarším zástupcem rodu Chasmaporthes byl Ch. borissiaki. Druh Ch. ossifragus z období před asi 5 až 1,5 miliony lety představoval jediný druh hyeny, která překročila pevninský most v oblasti Beringovy úžiny a pronikla na americký kontinent.
Rod Chasmaporthetes patřil do skupiny hyen, jež se svou morfologií podobala psovitým šelmám. Na rozdíl od většiny recentních druhů šlo o rychlé lovce se štíhlými končetinami.

## Taxonomie
Druh, zařazený mezi hyenovité (Hyaenidae), popsal americký paleontolog Oliver Perry Hay roku 1921. Pojmenování vychází z anglického „chasm“ („propast“) a řeckého „πορθευτής“ („ničitel“).
Je známo nejméně 9 druhů:
- Chasmaporthetes lunensis Del Campana, 1914
- Chasmaporthetes ossifragus Hay, 1921
- Chasmaporthetes borissiaki Khomenko, 1932
- Chasmaporthetes australis Hendey, 1974
- Chasmaporthetes bonisi Koufos, 1987
- Chasmaporthetes exitelus Kurtén & Werdelin, 1988
- Chasmaporthetes nitidula Geraads, 1997
- Chasmaporthetes melei Rook et al, 2004
- Chasmaporthetes gangsriensis Tseng, Li, & Wang, 2013

## Paleoekologie
Rod Chasmaporthetes měl dlouhé a štíhlé končetiny jako gepardi a šlo pravděpodobně o denního predátora otevřených stanovišť. Evropský druh Chasmaporthetes lunensis byl zřejmě potravním konkurentem velkému gepardovi Acinonyx pardinensis, lovil kopytníky, jako Gazella borbonica nebo Procamptoceras brivatense. Severoamerický Chasmaporthetes ossifragus měl stavbu těla podobnou jako evropský Chasmaporthetes lunensis, ale vyznačoval se robustnějšími čelistmi a zuby. Lovil možná obří sviště rodu Paenemarmota a byl zřejmě potravním konkurentem početnějších psovitých šelem z rodu Borophagus. Rod Chasmaporthetes byl pravděpodobně hypermasožravcem.